# Calleva Atrebatum

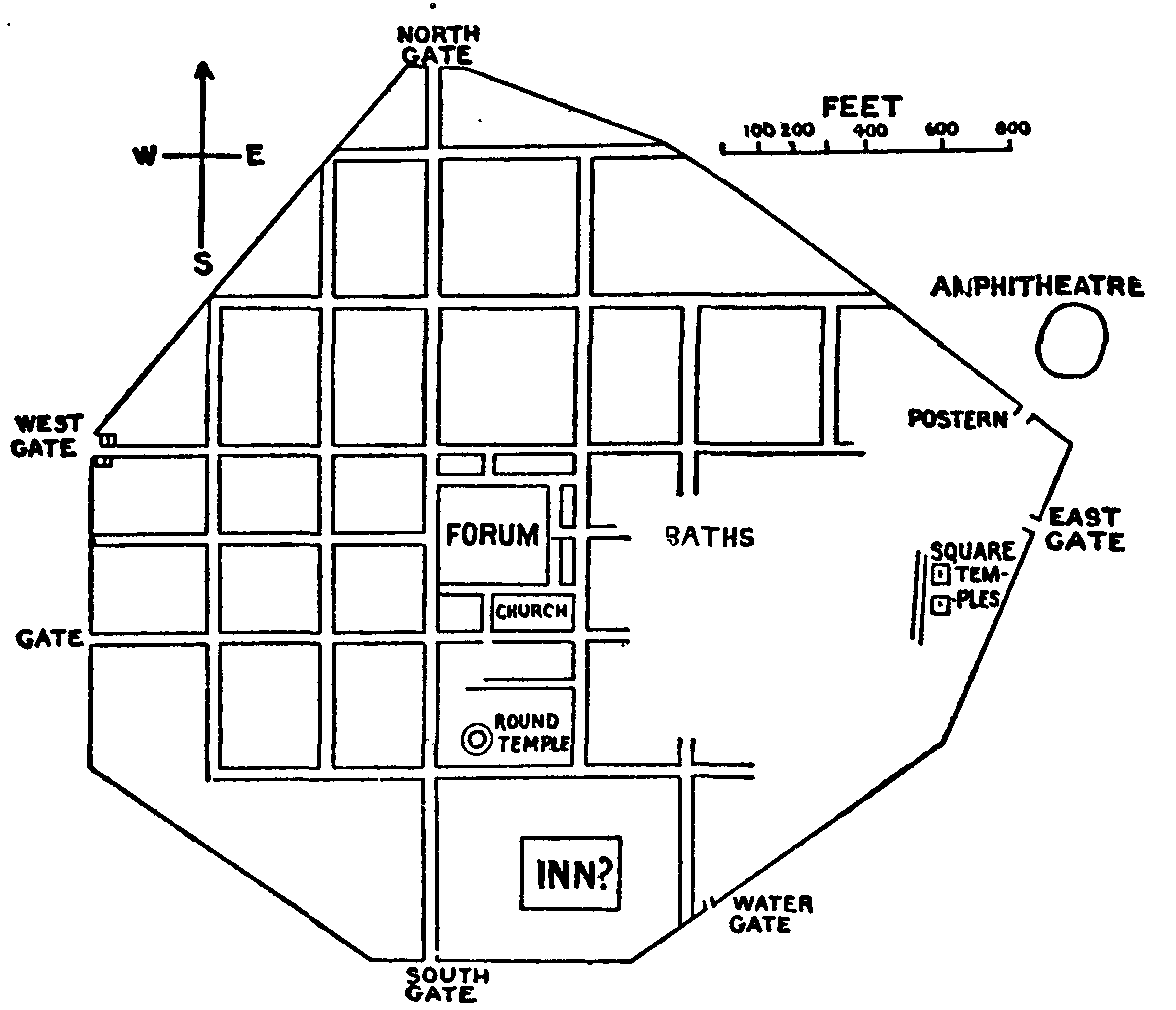
Schematischer Plan der Stadt

Calleva Atrebatum war eine römische Stadt in der Provinz Britannien im heutigen England. Calleva Atrebatum ist archäologisch von besonderer Bedeutung, da es seit der Antike nie wieder besiedelt wurde. Der nächstgelegene Ort ist heute das Dorf Silchester. In den Jahren von 1890 bis 1909 wurden große Teile der antiken Stadt ausgegraben. Bis heute gibt es zahlreiche Nachgrabungen. Es handelt sich um die am besten ergrabene und daher am besten bekannte römische Stadt Englands und eine der am vollständigsten ausgegrabenen römischen Städte überhaupt.

## Geografie
Die Reste der Stadt liegen in der nördlichen Hampshire, auf halbem Weg zwischen den modernen Städten Reading und Basingstoke. In der Antike kreuzten sich hier Handelswege, die vom Norden kamen und an die Südküste Englands führten. In der Umgebung der Stadt gab es keine bedeutende Flüsse, doch hatte ein Bach seine Quelle innerhalb des Stadtgebietes. Pollenanalysen haben gezeigt, dass die Landschaft in römischer Zeit von Heide, Ackerland, sowie Feuchtgebieten und Marschen im Südosten geprägt wurde. Hier standen auch einige Bäume, wie Eichen und Birken. Calleva Atrebatum steht auf einer kleinen Landzunge, vor allem im Norden, Osten und Süden fällt das Land außerhalb der Stadtmauern ab.

## Forschungsgeschichte
Die Ruinen der Stadt waren nie überbaut und vor allem die Stadtmauer steht noch heute stellenweise einige Meter hoch an und war immer sichtbar. Es gab schon früh Legenden, die sich um die Ruinen rankten. In dem posthum veröffentlichten Werk Britannia Romana von Horsley wurde 1732 zum ersten Mal die Identifizierung dieser Ruinen mit Calleva Atrebatum vorgeschlagen. Diese Gleichsetzung setzte sich in den folgenden Jahren langsam durch, auch wenn andere Orte immer wieder als das antike Calleva Atrebatum in Betracht gezogen wurden. Erst 1907 fand man in der Stadt eine Inschrift, die Calleva nennt und diese Identifizierung sicherte.
Erste Grabungen fanden seit 1833 statt. Seit 1890 gab es systematische Ausgrabungen, die das Ziel hatten, die ganze Stadt freizulegen. Bis 1907 war das Stadtgebiet innerhalb der Mauern untersucht. Finanziert wurden die Grabungen durch Spendengelder und durch die Society of Antiquaries. Die Grabungen konzentrierten sich vor allem auf die Steingebäude. Metallfunde und pflanzliche Reste wurden zum ersten Mal in England genauer beobachtet und gesammelt. Aus heutiger Sicht sind diese Grabungen jedoch eher mangelhaft. Reste von Holzbauten wurden übersehen und es wurden keine stratigrafischen Aufzeichnungen gemacht. Der Fundort vieler Kleinfunde wurde nicht vermerkt. Der Keramik wurde nur wenig Aufmerksamkeit geschenkt. Weitere Grabungen gab es auch in der Folgezeit und laufen bis heute an. Sie versuchen vor allem die vorrömerzeitliche Besiedlung und Einzelfragen zu klären.
Die Insulae wurden von den Ausgräbern durchnummeriert, wobei sich die niedrigsten Nummern im Stadtzentrum, die höheren eher am Stadtrand befinden.

## Keltische Stadt
Einige wenige Funde deuten an, dass an der Stelle der späteren Stadt schon seit der Jungsteinzeit und in der Bronzezeit Menschen lebten. Seit dem vierten vorchristlichen Jahrhundert ist mit einer Dauersiedlung zu rechnen. Calleva Atrebatum wurde in der Folgezeit Hauptort des keltischen Stammes der Atrebaten und war vielleicht eine der größten keltischen Siedlungen Britanniens. Aus dieser Zeit sind vor allem Verteidigungswälle erhalten. Reste von Wohnbauten und Kleinfunde zeigen, dass das Stadtgebiet schon damals dicht besiedelt war. Ein keltischer König mit dem Namen Eppillus prägte Münzen in der Stadt, jedenfalls tragen diese die Aufschrift CALLE oder CALLEV. Tonmodeln für diese Münzen fanden sich in und in der Umgebung der Stadt.

## Die römerzeitliche Stadt

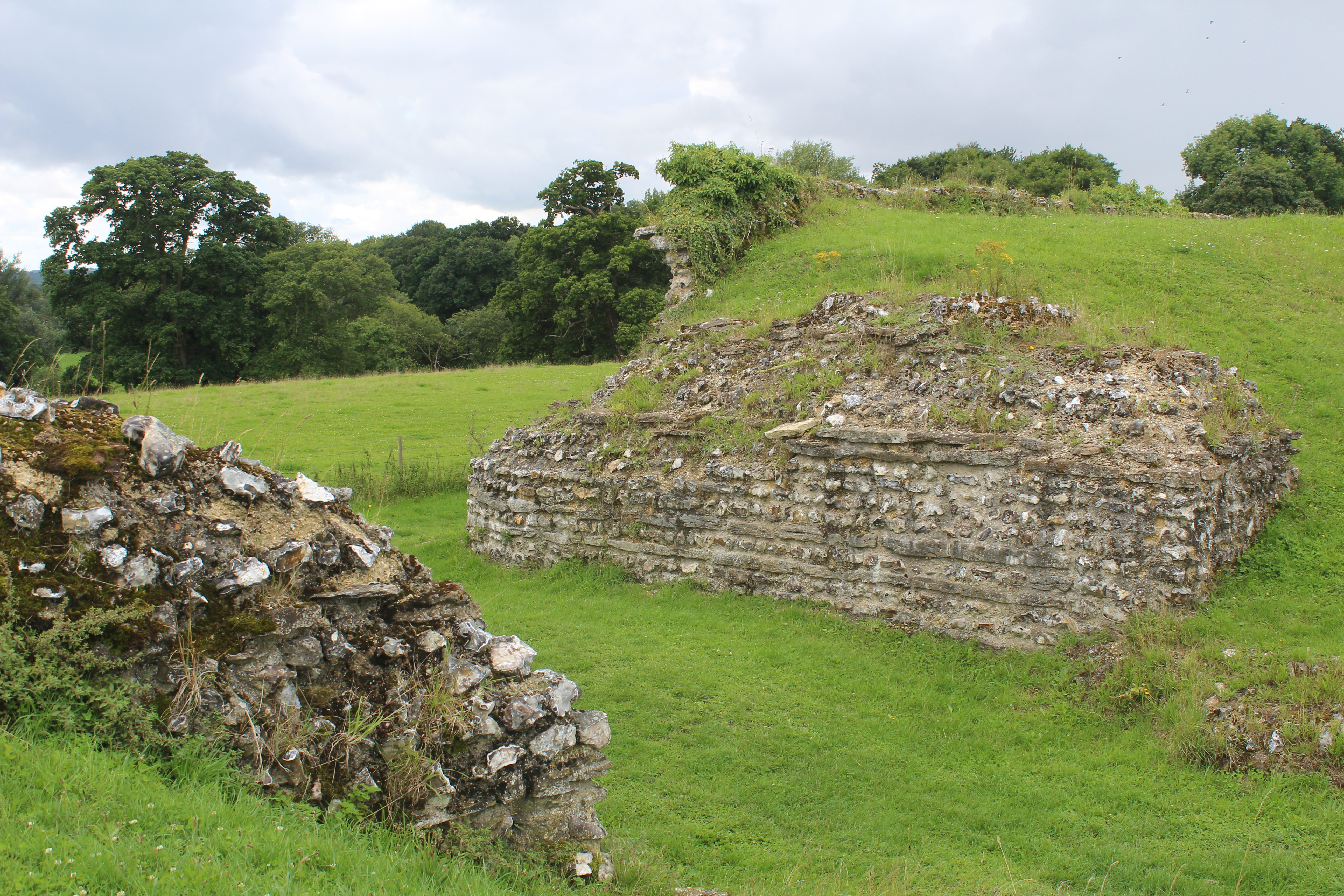
Überreste des Südtores

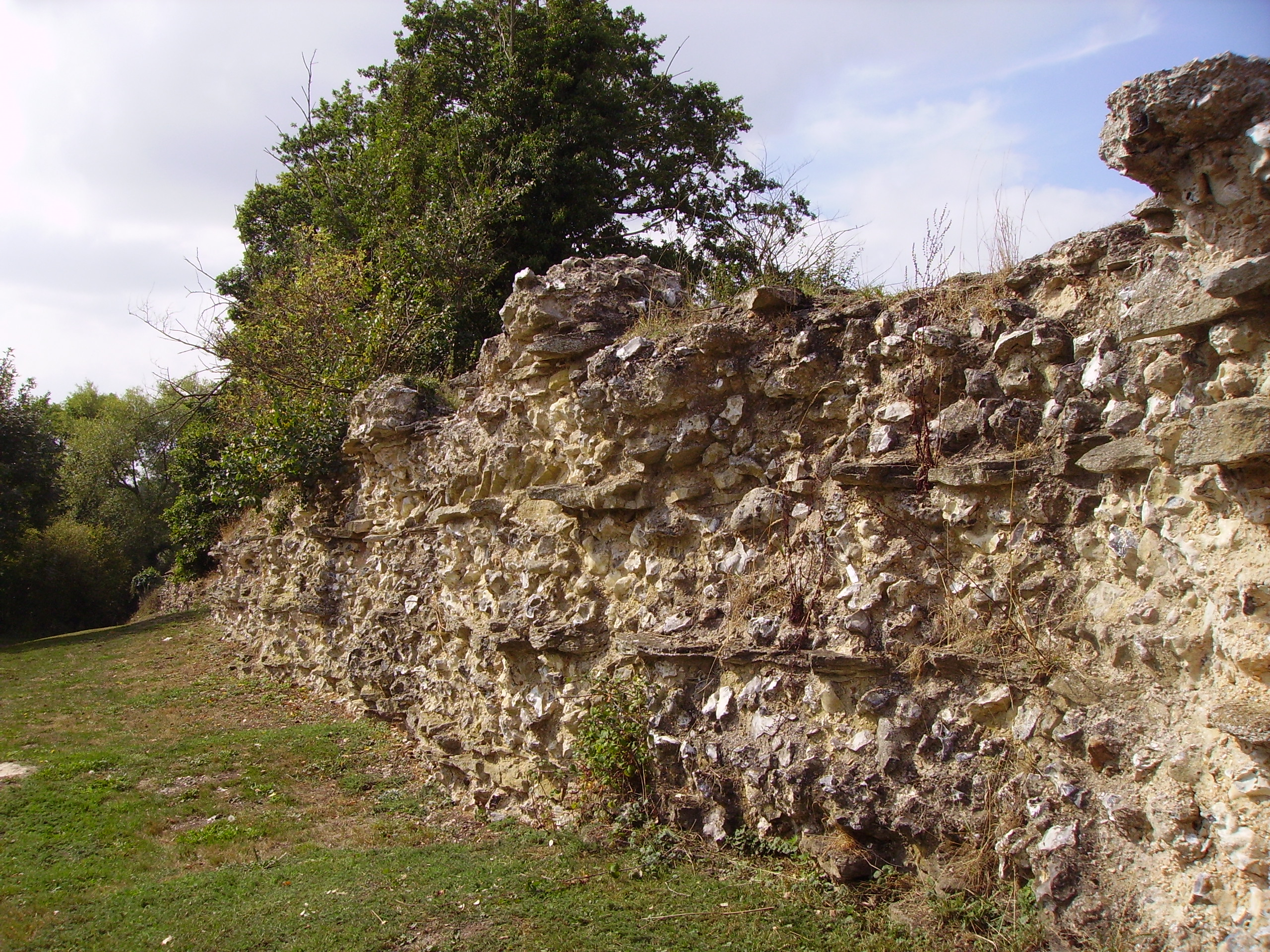
Reste der alten Stadtmauer

Im Jahr 43 n. Chr. wurden große Teile Englands von den Römern unterworfen. Die keltische Stadt florierte weiter, wurde aber wahrscheinlich beim Boudicca-Aufstand zerstört. In den folgenden Jahren wurden Teile der neuen Provinz unter die Herrschaft von Vasallenkönigen gestellt. Einer von ihnen war Tiberius Claudius Cogidubnus, der König der Atrebaten war. Er hatte seine Hauptstadt wahrscheinlich in Noviomagus Regnorum, doch scheint es wahrscheinlich, dass auch Calleva Atrebatum eine besondere Rolle unter diesem Herrscher spielte, da es doch später der Hauptort der Atrebaten werden sollte. Wahrscheinlich waren in dieser Zeit auch für kurze Zeit römische Soldaten in der Stadt stationiert.
Der genaue Ablauf der Umwandlung von einer keltischen zu einer römischen Stadt ist noch unklar, mag aber in den Jahren des Aufbaues nach dem Boudicca-Aufstand stattgefunden haben. An dem Ort des späteren Forums fanden sich Reste eines Vorgängerbaues aus Holz. Ziegel, die mit dem Namen des Kaisers Nero versehen waren, deuten auf ein größeres, wohl öffentliches Gebäude aus dieser Zeit. Daneben zeigen zahlreiche Gebäude eine andere Orientierung als die späteren Bauten, die sich dem römischen Stadtplan anpassen. Dies deutet auf einen anderen Stadtplan und Straßenorientierung in dieser Phase.
An einem bestimmten Zeitpunkt erhielt die Stadt ein vollkommen neues Straßennetz. Es ist noch umstritten, wann sie diesen Plan mit sich rechtwinklig kreuzenden Straßen erhielt. Die Zeit um 100 n. Chr. scheint am wahrscheinlichsten. Die nun eingerichteten Insulae waren 400 zu 400 oder 275 zu 400 römische Fuß groß.
Der Ort wird nur in zwei antiken Werken genannt. Claudius Ptolemäus in seinem Geographike Hyphegesis bezeichnet den Ort als Hauptstadt der Atrebaten und liefert die Koordinaten 19*00 54°15. In der Itinerarium Antonini wird der Ort gleich viermal genannt. Demnach lag die Stadt auf dem Weg von Noviomagus Regnorum (Chichester) nach Londinium, auf dem Weg von Venta Belgarum (Winchester) nach Ad Pontes (Staines-upon-Thames, Surrey), was wiederum auf dem Weg nach Londinium lag. Ein letzter Weg führte von Isca Dumnoniorum (Exeter) nach Calleva und endete hier.

## Öffentliche Bauten

### Forum

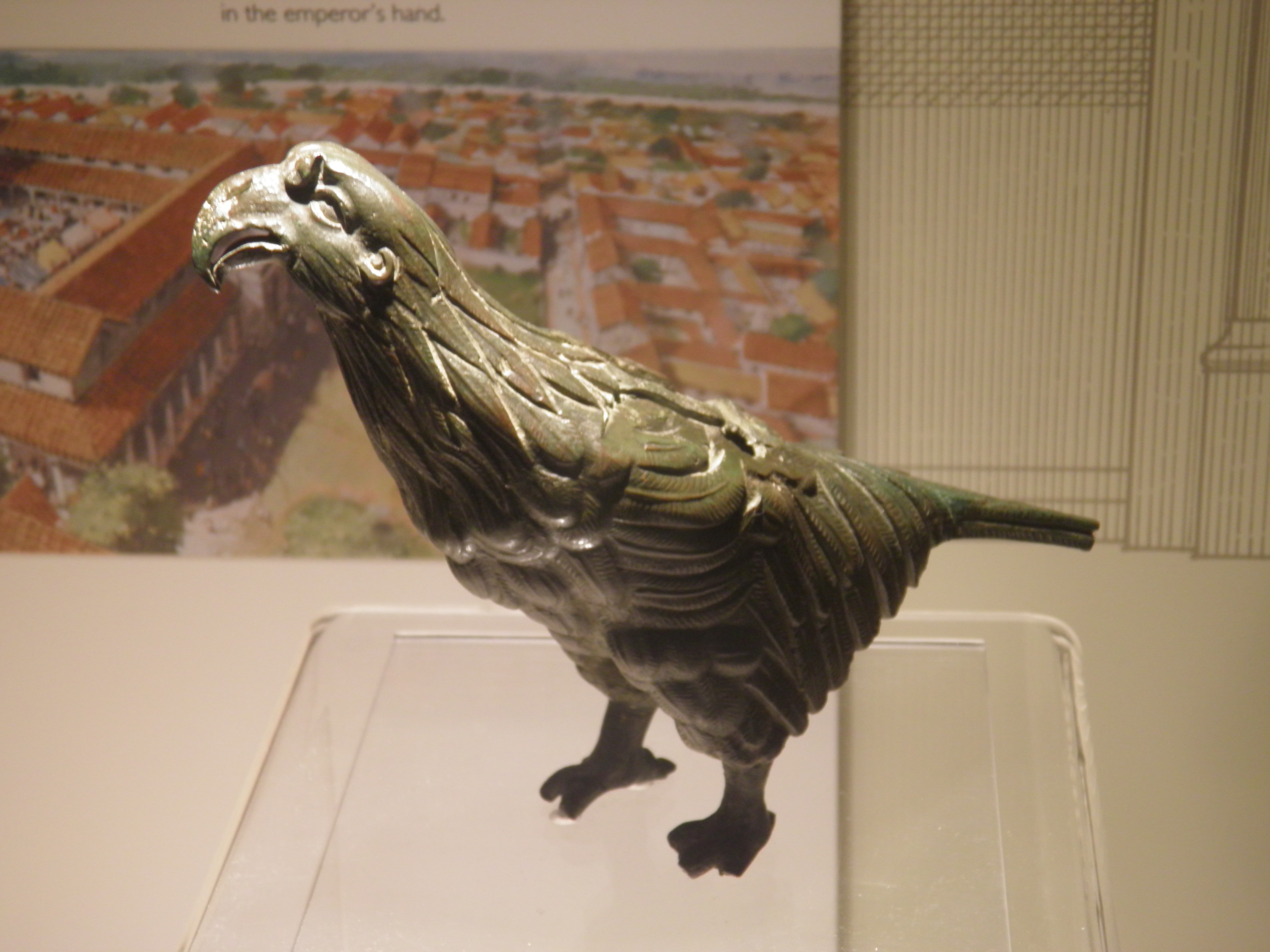
Bronzeadler aus dem Forum

Im Zentrum befand sich ein Forum mit einer Basilika. Es konnten mehrere Bauetappen unterschieden werden. Der erste Bau wurde um 85 n. Chr. errichtet und bestand aus Holz, der zweite Bau stammt aus der Zeit um 150 n. Chr. Es scheint jedoch sicher, dass das erste Forum errichtet wurde, bevor das rechtwinklige Straßennetz ausgelegt wurde. Das Aussehen und die Ausmaße des ersten Forums sind bis heute noch nicht ganz geklärt, jedoch gab es zwei Bauphasen. Vor allem erhielt das Forum in der zweiten Bauphase, die um 85 n. Chr. datiert wird eine Basilika. Das Forum und die Basilika des zweiten Jahrhunderts nahmen zusammen ca. 0,8 Hektar ein. Das Forum hatte einen großen Hof (etwa 43 × 40 m), der an allen Seiten von Portiken gerahmt war. Dahinter befanden sich Läden und Büros. Vor allem im Süden gab es zwei Räume mit Apsiden, bei denen es sich sicherlich um Büros handelte. Auch an der Außenseite des Gebäudes gab es an allen Seiten Portiken. Der Haupteingang lag im Westen und trug eine große Weihinschrift. Gegenüber, im Westen stand die Basilika, die 82 m lang und 17,5 m breit war. In ihre befand sich eine Reihe von korinthischen Säulen, die einst ca. 8,6 m hoch waren. An den Kurzseiten befanden sich jeweils Apsiden. Im Westen befanden sich weitere Büros, in deren Mitte sich eine dritte Apsis befand. Ab der Mitte des dritten Jahrhunderts befanden sich Schmieden in der Basilika, was andeutet, dass das Gebäude ab dieser Zeit nicht mehr als öffentlicher Bau diente.
Es sind einige Teile der Forumsausstattung gefunden worden. Teile der Basilikawände waren mit lokalem Kalkstein und Marmor dekoriert. Es fanden sich Reste von Wandmalereien. Es fanden sich Reste zweier steinerner Tische, einer davon aus Marmor. Es gibt Fragmente von einem Dutzend Inschriften, die aber meist so klein sind, dass man kaum Aussagen zu ihrem Inhalt machen kann. Es gibt Fragmente von vier Statuen, die in der Basilika standen. Eine Figur der Tutela, einer gallischen Göttin, war aus Stein und datiert an das Ende des zweiten oder an den Beginn des dritten Jahrhunderts. Es fand sich vor allem ein zwei große Fragmente des Kopfes und Fragmente des Gewandes. Die Figur war überlebensgroß. Von einer überlebensgroßen Statue, vielleicht von einer kaiserlichen Figur, fand sich nur noch ein Fuß mit Sandale. Fragmente einer überlebensgroßen Bronzestatue gehören vielleicht auch zu der Figur eines Kaisers. Die am besten erhaltene Plastik stellt jedoch einen Adler in Bronze dar und ist fast vollkommen erhalten. Der Adler war wahrscheinlich Teil einer Statue.

### Gasthaus
Im Süden der Stadt stand ein großes Gasthaus (Mansio). Es handelt sich nach dem Forum um das größte Gebäude der Stadt, das wahrscheinlich zur selben Zeit, wie das Straßennetz errichtet wurde. Der Komplex nimmt Teile von zwei Insulae ein. Der Haupteingang lag im Norden, wobei genau einer der nordsüdlichen Straßen der Stadt auf den Eingang trifft. Die Anlage bestand aus drei Flügeln, die sich um einen großen Hof (45 × 35 m) gruppierten. In diesen Flügeln befanden sich jeweils diverse Räume, wobei sich beheizbare Zimmer nur im Westflügel fanden. Der Bau ist mehrmals umgestaltet worden. Im Südosten befanden sich ein weiterer großer Hof und ein Badehaus. Hier standen auch Latrinen, die jedoch anscheinend erst später erbaut worden sind. Die Funktion des Baues als Mansio ist nicht gesichert, doch spricht die Größe des Gebäudes dafür.

### Thermen
Im Südosten der Stadt befanden sich die Thermen. Sie gehören zu den frühsten Steinbauten der Stadt, die vielleicht schon um 50 n. Chr. errichtet wurden. Der Bau ist nicht nach dem späteren Stadtplan ausgerichtet und der Eingangsbereich wurde zu einem bestimmten Zeitpunkt umgebaut um in das neue Straßennetz zu passen. Es konnten mehrere Bauphasen unterschieden werden. Zunächst bestanden sie aus einem Portikus, einer Palästra und den dahinter liegenden Baderäumen. Die Portikus wurde später entfernt und die Baderäume in zwei Hälften unterteilt, sicherlich damit Männer und Frauen getrennt baden konnten.

### Tempel

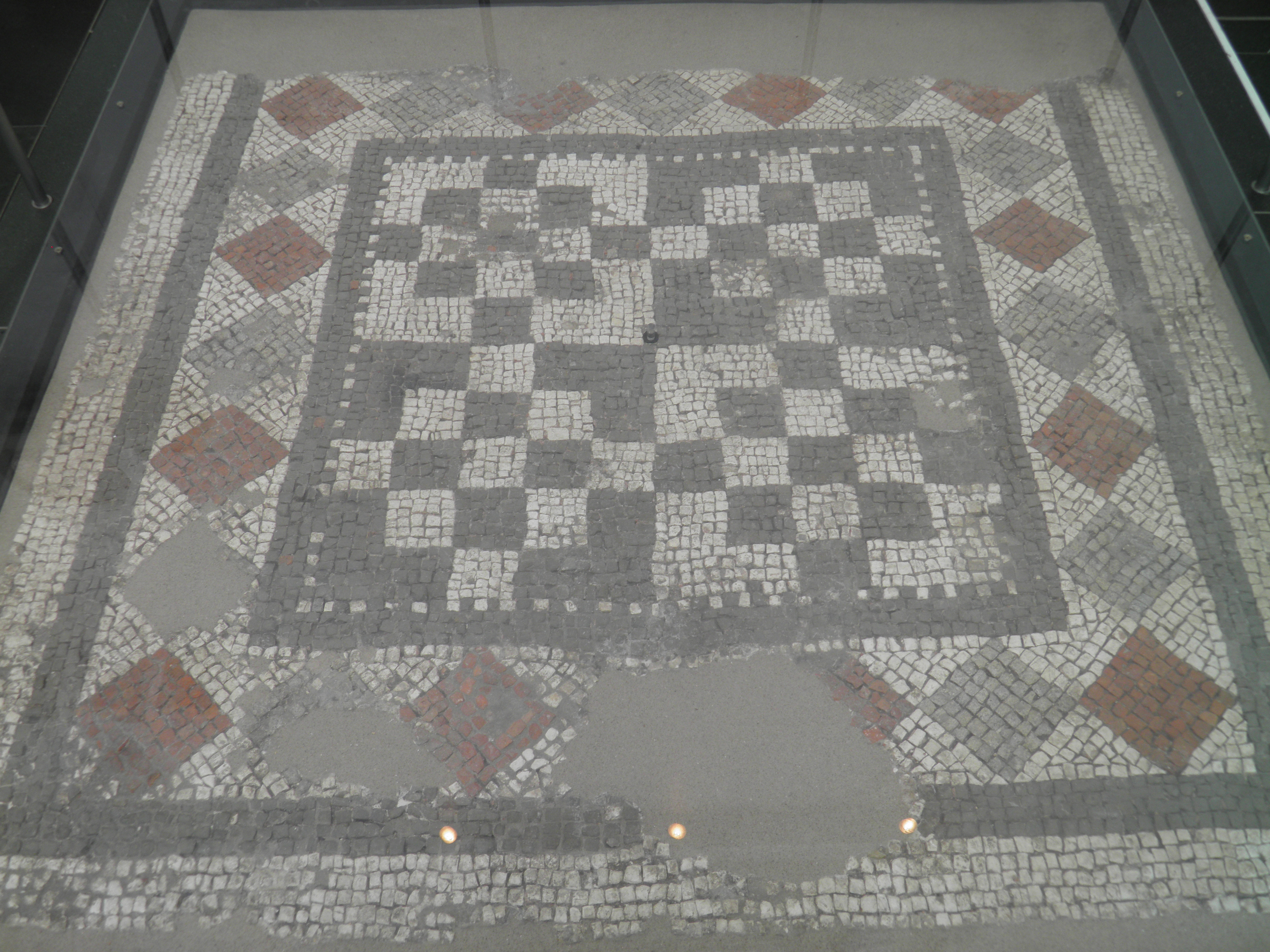
Mosaik aus dem als Kirche interpretierten Bau

Südöstlich des Forums stand ein kleiner Bau, der etwa 13 × 9 m groß war. Er wurde 1892 und dann nochmals 1961 ausgegraben. Das Innere hatte eine Halle mit einer Apsis und zwei Schiffe und ist ost-westlich orientiert. Es konnten nur noch die Grundmauern freigelegt werden, vielleicht hatte das Innere zwei Reihen von Säulen. In der Apsis fand sich ein geometrisches Mosaik, das von einem einfacheren Boden aus kleinen roten Steinen umgeben war. Das Innere war ausgemalt und zeigte Marmorimitierung. Im Grundriss ähnelt der Bau einer christlichen Kirche, doch ist diese Zuweisung nicht gesichert. Es fanden sich keine eindeutigen Hinweise auf das Christentum in diesem Bau. Die Keramik, die sich unter dem Bau fand, zeigt, dass er nicht vor 200 n. Chr. erbaut worden sein kann. In der Stadt fanden sich nur wenige Hinweise auf Christen. Ein Ring zeigt das grobe Bild einer Venus; später wurde eine Inschrift hinzugefügt: SENICAE VIVAS IIN DE(O) – Mögest du in Gott leben, Senicicanus. Es gibt verschiedene kleine Objekte, die ein Chi-Rho-Zeichen tragen, doch ist eine christliche Interpretation nicht zwingend, auch mögen diese Objekte ursprünglich aus anderen Orten stammen und sagen nichts über den Glauben in der Stadt aus.
Daneben konnten ein Tempelbezirk und mehrere weitere Tempel in der Stadt ausgegraben werden. Keiner der Tempel entsprach dem klassischen antiken Typ; vielmehr handelte sich um gallo-römische Umgangstempel.
Ein Tempelkomplex stand ganz im Osten der Stadt, direkt südlich des Stadttores, in Insula XXX. Hier standen zwei Umgangstempel, die in ihrer Ausrichtung eher dem ersten Stadtplan folgten. Der nördliche Tempel war etwas größer mit einer Cella von 22,25 m im Quadrat und ein 4,1 m breiter, äußerer Portikus. Die Außenseite des Baues war stuckiert und rot bemalt. Der südliche Tempel war 15, 25 m im Quadrat mit einer Cella von 5,5 m Größe. Die Außenwände waren wiederum rot gestaltet. Es fanden sich Reste von Marmor, aber ansonsten kaum relevante Objekte. Im Norden des Tempelbezirkes stand ein kleiner Apsidenbau, bei dem es sich vielleicht auch um einen Tempel handelte. Etwas südlich davon stand eine große Halle (21 × 13 m) deren Funktion unbekannt ist. Eine mittelalterliche Kirche innerhalb des Tempelbezirkes, ist wie die beiden Tempel ausgerichtet und steht vielleicht auf den Resten eines weiteren Tempelbaues.
Ein Umgangstempel stand in Insula XXXVI, ganz im Westen der Stadt. Er war ca. 6 × 6 m groß, wobei sich nur noch die im Plan quadratischen Grundmauern fanden. Der Tempel befand sich innerhalb einer Tempelumfassung, die etwa 30 × 35 m mass. Innerhalb des Tempelbezirkes fanden sich zwei Schächte, die im vierten Jahrhundert gefüllt wurden. Sie enthielten Keramik, Knochen und Münzen.
In Insula XXXV, etwas südöstlich des Forums stand ein weiterer Umgangstempel, der aber wesentlich kleiner als die beiden beschriebenen Bauten war. Hier wurde vielleicht Mars verehrt, wie die Fragmente von Statuen andeuten. Hier fanden sich auch Inschriften, die von Zünfte geweiht waren.
Mithras hatte vielleicht einen Tempel in Insula XIX, im Westen der Stadt. Der hiesige Bau war 9 × 6,5 m groß und hatte zwei Räume, von denen der westliche an der Kurzseite eine Nische hatte. Dies erinnert im Plan an andere Mithräen, was in der Tat aber der einzige Hinweis auf die Funktion als Heiligtum ist.
In Insula VII stand ein polygonaler Tempel mit sechzehn Seiten, er war also fast rund. Die Cella hatte einen Durchmesser von 10,9 m. Der Portikus war 2,9 m breit. Der Bau war im Norden, Osten und Süden weitläufig von einer Mauer umgeben. Die hier verehrte Gottheit bleibt allerdings auch unbekannt.

### Stadtmauer

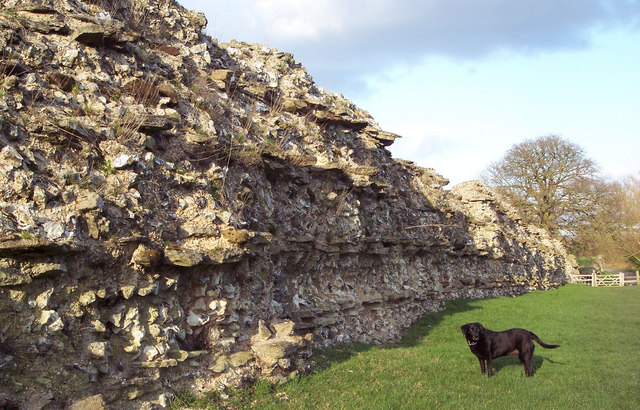
Reste der Stadtmauer

Es gab eine Stadtmauer, die wohl aber erst im späten zweiten Jahrhundert begonnen wurde. Es handelte sich zunächst um eine Wallanlage, die nur Tore in Stein hatte. Dem Wall vorgelagert befanden sich zwei Gräben, aus denen der Sand für den Wall entnommen worden ist. Erst am Ende des dritten Jahrhunderts ist sie vollkommen in Stein erbaut worden. Insgesamt ist die Mauer, die heute noch zu großen Teilen erhalten ist, mehr als 2,5 km lang. Die Mauer hatte acht Stadttore, die allerdings nicht alle gleichzeitig im Betrieb gewesen sein müssen und umfasste ein annähernd achteckiges Stadtgebiet mit einem Durchmesser von ca. 500 m. Einige Stadtgebiete, vor allem im Westen sind nicht mit ummauert worden. Da dieser Teil der Stadt bisher nicht ausgegraben wurde, kann nicht gesagt werden, ob diese Gebiete damals schon unbewohnt waren, oder aus anderen Gründen nicht mit in das ummauerte Stadtgebiet einbezogen wurden.

### Amphitheater

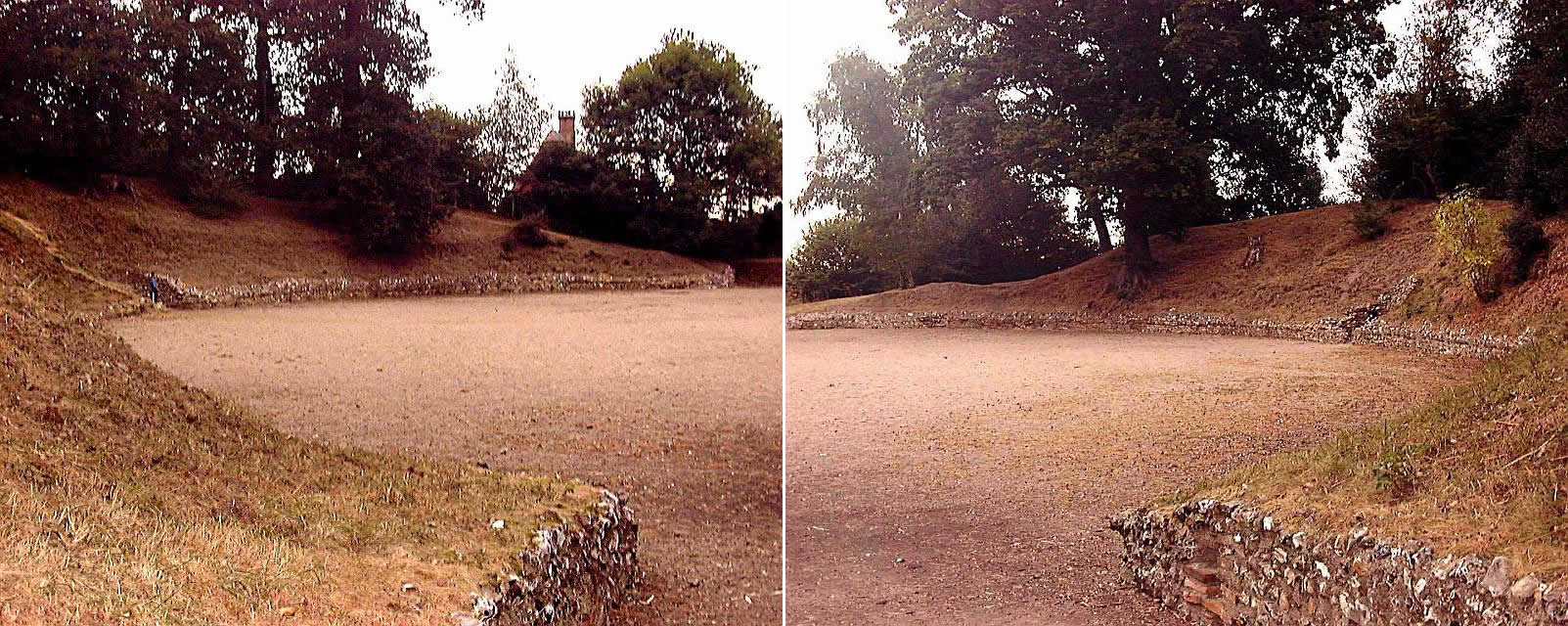
Die Reste des Amphitheaters

Außerhalb der Stadt befand sich ein aus Erde erbautes Amphitheater, bei dem drei Bauphasen unterschieden werden konnten. In der ersten bestanden die meisten Anbauten aus Holz, in der zweiten aus Stein. Die erste Bauphase datiert in das erste Jahrhundert n. Chr. Die Arena war zu dieser Zeit rund mit einem Durchmesser von etwa 43 m. In der Mitte des zweiten nachchristlichen Jahrhunderts wurde die Anlage umgebaut und die Arena erhielt eine ovale Form (44 × 38 m). Am Beginn des dritten Jahrhunderts wurde die Anlage erweitert und Teile in Stein ausgebaut (49 × 40 m). Die Zuschauerränge sind etwa 15 m breit und etwa 5,5 m hoch. Die Mauer in der Arena war einst etwa 3 m hoch. Es gab zwei Eingänge, die auch in Stein eingefasst sind. In der Arena gibt es zwei Nischen, deren Funktion unbekannt ist. Sie mögen Altäre für die Nemesis (Schicksalsgott) aufgenommen haben, oder aber es mag sich um Zufluchtsorte für an den Spielen beteiligte handeln. Das Theater hatte für ca. 4500 bis 9000 Zuschauer Platz.
Es gab auch einige Vorstädte, die bisher aber noch nicht ergraben wurden. Es fehlen bisher auch Grabungen in den Friedhöfen.
Die meisten Gebäude und Wohnbauten der Stadt waren in Stein errichtet, doch gibt es zwischen ihnen viele Freiflächen, auf denen in der Antike wahrscheinlich Holzbauten standen, die die frühen Ausgrabungen nur ungenügend erkannten. Neuere, auf dem neuesten Stand durchgeführte Grabungen erbrachten diverse Belege für solche Häuser in Holzbauweise.

## Wohnbauten

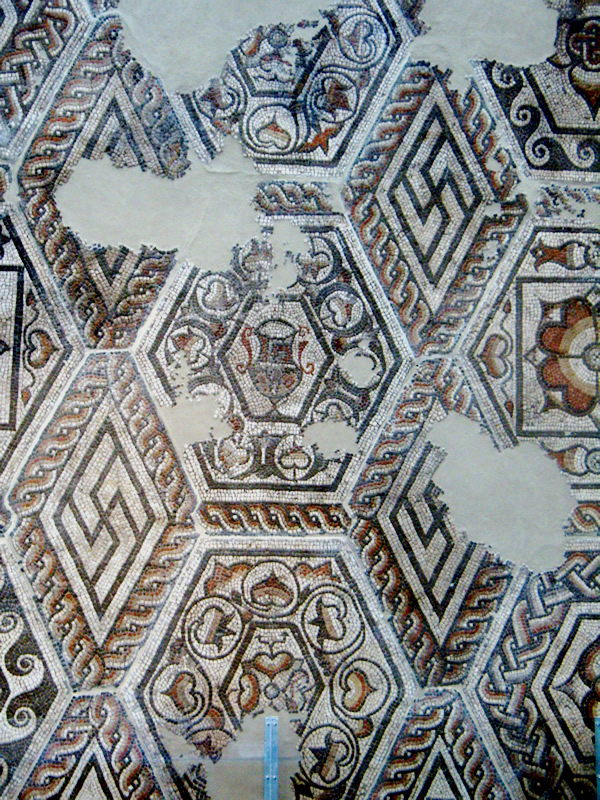
Mosaik aus Silchester

Die ältesten Steinhäuser stammen vom Ende des ersten Jahrhunderts. Es gibt eine große Vielzahl verschiedener Haustypen. Einfache Steinbauten bestanden nur aus einem Raum und hatten vielleicht Ein- oder Anbauten aus Holz. Hier konnten Feuerstellen beobachtet werden, die vielleicht auf Werkstätten hindeuten. Andere Bauten bestanden aus verschiedenen Räumen. Die meisten Häuser bestehen aus einem Korridor, an dem sich die einzelnen Räume reihten. Größere Häuser hatten oftmals mehrere Flügel, die zusammen einen Hof bildeten. Ein Haus in Insula XIV hatte vier Flügel, die sich um einen inneren Hof arrangierten. In ca. 30 Häusern fanden sich Mosaiken, die meist geometrische Muster zeigen und in ihrer Mehrzahl in das dritte und vierte Jahrhundert datieren. Beheizbare Räume sind häufig anzutreffen. Viele Räume waren mit Wandmalereien dekoriert, von denen aber nur sehr wenige in bedeutenden Resten erhalten waren. Fensterglas konnte bei den Ausgrabungen immer wieder angetroffen werden.

## Wasserversorgung
Da die Stadt auf einer Anhöhe lag, ist es leicht verständlich, weshalb es keine Aquädukte zur Wasserversorgung gab. Nur in Insula XV und XVI fand man eine Wasserleitung aus Holz, die andeutet, dass zumindest etwas Wasser auch von Außerhalb in die Stadt gebracht wurde. Wasser kam aber vor allem aus Brunnen, die sich überall in der Stadt fanden. Sie waren im Schnitt 6 m tief. Oftmals war der Boden fest genug, so dass die Brunnen keine weitere Stütze brauchten. In einigen Fällen sind die Brunnen aber mit Holz und dann mit Feuerstein verkleidet worden. Das Wasser wurde mit Holzeimern aus dem Brunnen gezogen. In Insula XIV wurde eine Holzpumpe gefunden, von einem Typ, der angeblich von Ktesibios erfunden wurde.

## Das Leben in der Stadt
Da die Friedhöfe der Stadt bisher noch nicht ausgegraben wurden, ist wenig über die Bewohner der Stadt bekannt, da die dafür so informativen Grabsteine fehlen. Nur ein einziger Grabstein ist bekannt, der schon 1577 gefunden wurde. Der Text lautet: Zur Erinnerung an Flavia Victorina; Titus Tammonius Victor, ihr Ehemann, errichtete (diesen Grabstein). Das besondere Interesse dieser Inschrift liegt in dem Namen Tammonius, denn ein gewisser T. Tammonius Vitalis hinterließ eine Inschrift zu Ehren des Herkules, die sich im Forum fand. Sein Vater hieß wiederum Saenius Tammnoius. Diese Familie spielte also eine besondere Rolle im Leben der Stadt.

### Status der Stadt
Es ist so gut wie nichts zu der Stadtverwaltung bekannt. Calleva Atrebatum war der Hauptort einer Civitas, hatte anscheinend aber nie den Status eines Municipiums. Die einstige Einwohnerzahl kann nur schwer geschätzt werden. Es kann von ca. 1200 Einwohnern ausgegangen werden. Extremschätzungen schwanken aber zwischen 600 und 7500 Einwohner.

### Schriftkunde
Es gibt zahlreiche Belege, dass ein großer Teil der Stadtbevölkerung, zumindest rudimentär, Lesen und Schreiben konnte. Es gibt kurze Inschriften auf Ziegel, bevor sie gebrannt wurden. Es fanden sich ca. 150 Stili (Schreibgriffel) aus Bronze, Eisen oder Knochen, die zusammen mit dem Fund einer hölzernen Wachstafel belegen, dass diese Form der Aufzeichnung für Rechnungen oder kurze Notizen weit verbreitet war. Es fanden sich auch Schreibstifte und Tintenfässer, die das Schreiben auf Holzbrettern, Papyrus oder Pergament belegen. Auf einem Ziegel fanden sich die Endverse eines Verses der Aeneis von Vergil, was bezeugt, dass zumindest einige Klassiker bekannt waren und gelesen wurden.

### Gewerbe
In der Insula VI stand wahrscheinlich im ersten Jahrhundert eine Gerberei. Bei Ausgrabungen fanden sich zahlreiche Ochsenkiefer. Dies deutet an, dass hier jemand Ochsenfelle mit Kopf angekauft und weiterverarbeitet hatte. In einem Eisenhort fanden sich drei Leisten, welche die Anwesenheit eines Schuster andeuten. Im Forum wurde Zinn verarbeitet, da sich dort sechs Modeln fanden. Es gibt Belege für Eisenverarbeitung, dazu gehören zwei Eisenhorte, die zahlreiche Werkzeuge enthielten und der Fund eines Ofens für Eisen. In den Eisenhorten fanden sich auch zahlreiche Werkzeuge, die offensichtlich von Schreinern benutzt wurden. Dazu gehört ein Hobel. Jenseits des Nordtors fanden zwei Töpferöfen, die in das erste Jahrhundert n. Chr. datieren. Die Analyse von Glas hat erbracht, dass auch dieses vor Ort verarbeitet wurde. Um die Stadt herum gab es kaum Villen, sodass vermutet wurde, dass die Landwirtschaft eine bedeutende Rolle spielte. Einige Häuser der Stadt haben große Höfe, die auf eine landwirtschaftliche Funktion hinweisen.